# Pseudophimosia eburioides
Pseudophimosia eburioides là một loài bọ cánh cứng trong họ Cerambycidae.